# Nectopsyche fulva
Nectopsyche fulva är en nattsländeart som först beskrevs av Navás 1930.  Nectopsyche fulva ingår i släktet Nectopsyche och familjen långhornssländor. Inga underarter finns listade i Catalogue of Life.